# Джонс, Бобби (гольфист)
Бобби Джонс (17 марта 1902, Атланта, Джорджия — 18 декабря 1971, там же) — американский игрок-любитель в гольф, по профессии юрист. Бобби Джонса часто путали с дизайнером поля для гольфа Робертом Трентом Джонсом, с которым он  время от времени работал.
Джонс был самым успешным игроком-любителем в истории соревнований на национальном и международном уровнях. Во время пика своей карьеры с 1923 по 1930 год он доминировал на любительских соревнованиях высшего уровня и очень успешно соревновался с лучшими в мире профессиональными игроками в гольф. Джонс часто побеждал таких звёзд гольфа, как Уолтер Хаген и Джин Саразен, которые были лучшими игроками-профессионалами своего времени. Деньги Джонс  получал в основном от работы юристом. Он соревновался в гольфе только в качестве любителя на неполную ставку, поэтому позже решил уйти из спорта в возрасте 28 лет. После этого он заработал значительные деньги на гольфе в качестве инструктора и дизайнера оснащения.
Объясняя свое решение закончить карьеру (1930 г.), Джонс сказал: «Он [чемпионат по гольфу] — что-то вроде клетки. Сначала вы должны попасть в неё, а затем остаться там. Но, конечно, никто не может там оставаться». Джонс наиболее известен своим уникальным «Большим шлемом», полученным за победы на всех четырёх главных турнирах по гольфу в то время (открытый и любительский чемпионат в США и Великобритании) за один календарный год (1930 г.).

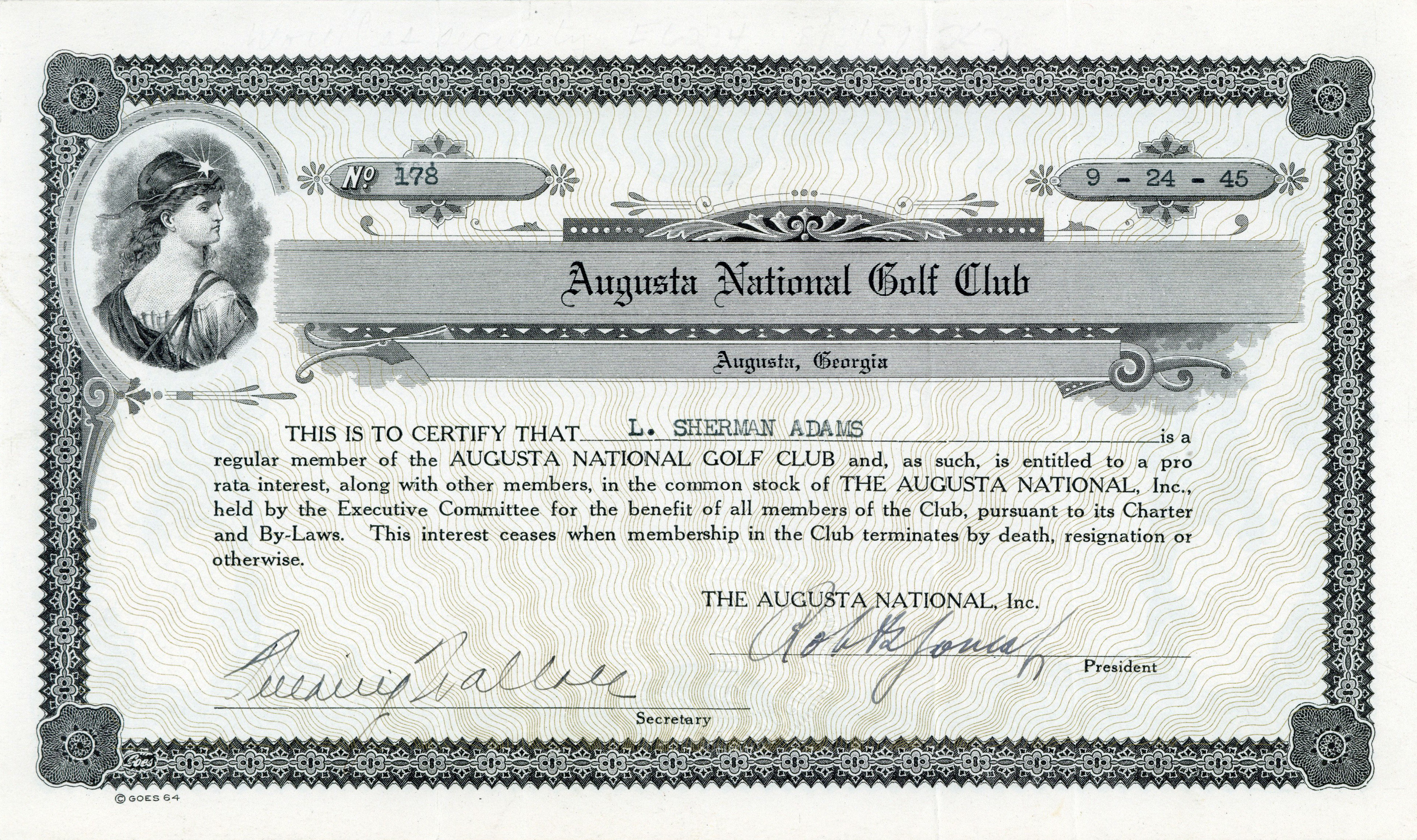
Акция Augusta National Golf Club, выпущенная 24 сентября 1945 года, выписана на имя Л. Шермана Адамса, в оригинале подписана Бобби Джонсом как президентом

В 1933 году Джонс основал и помогал в создании Национального гольф-клуба Augusta, а также стал одним из основателей Masters Tournament, который ежегодно проводится клубом Augusta с 1934 года (за исключением 1943—1945 годов, когда турнир был отменён из-за Второй мировой войны). Инновации, которые он ввёл на Masters, были скопированы практически на каждом профессиональном турнире по гольфу, проходящему в мире. Masters Tournament превратились в один из четырёх главных чемпионатов по гольфу. 18 августа 1948 года Джонс играл в свой последний раунд игры в гольф-клубе East Lake Golf Club на его родном поле в Атланте. Ссылаясь на проблемы со здоровьем, после этого он окончательно покинул гольф.

## Биография
Джонс впервые появился на национальной сцене в 1916 году. Юный Бобби (он терпеть не мог этого имени, предпочитая ему краткое «Боб») играл в гольф с пяти лет. Его семья жила неподалеку от площадки для гольфа в Атланте, и к семи годам он уже вовсю махал клюшкой, в девять стал чемпионом клуба, а в двенадцать посылал мяч на 240—250 ярдов, набирая 70 очков.
Всего за год перед первым появлением молодого Бобби Джонса на национальной арене Грантленд Райс, тогда являвшийся ведущим спортивным обозревателем страны, стоял, наблюдая за юным чудом, в компании Элии Смита и Джима Барнса, двух прежних победителей Открытого чемпионата. На глазах троицы Джонс разыграл начало, могучим ударом послав мяч на какую-то давно забытую лужайку. Проследив за полетом снаряда, приземлившегося в десяти ярдах от лунки, они заметили, как отброшенная разочарованным юношей клюшка ударяется о ствол дерева. «Как ни жаль, — вспоминал Райс слова Смита, — но из него не получится настоящего гольфера… слишком темпераментен», - Райс был вынужден согласиться: «Этот единственный недостаток может оказаться слишком весомым. Если он не научится владеть собой, то никогда не научится играть в гольф так, как способен это делать». Но прошли годы прежде чем Джонс научился управлять собой так же, как и своими клюшками.
Когда Джонс появился в Филадельфийском клубе крикета «Мерион», чтобы впервые выступить в национальном любительском первенстве 1916 года, где он произвел фурор среди публики, напомнив Джекки Куганеску своим голубым беретом, голубыми глазами и победоносной улыбкой. В его манерах не усматривалось ничего привлекательного: южным привычкам соответствовал южный темперамент, проявлявший себя, в частности, в швырянии клюшки. Его противником в первом круге был Эбен Байерс — бывший чемпион среди любителей в 1906 году, и тоже имевший привычку чуть что запускать клюшкой в дерево. Их матч превратился в состязание не в меткости, а скорее в норове, и Джонс победил потому, что, как он сказал сам: «У Байерса раньше кончились клюшки».
На следующий день он победил Фрэнка Дайера.
В третьем круге, играя с действующим чемпионом, Бобом Гарднером перед колоссальным скоплением публики, которое сделало бы честь и Дню Примирения <Ранее существовавший в США национальный праздник, отмечавший перемирие между странами Антанты и Германией в Первой мировой войне, теперь — День ветеранов. (Прим. перев.)>, он держал в узде и свой характер, и меткость, пока не проиграл на тридцать первой лунке. Публика приветствовала каждый его меткий удар аплодисментами, вдруг вспыхивавшими и угасавшими. Подобная реакция стала типичной для матчей Джонса, начиная с этого круга и до финального матча 1930 года, состоявшегося в том же клубе, когда он завоевал «Большой шлем».
Несколько следующих лет Джонс продолжал бороться со своим характером как человек, казалось бы обреченный всегда становиться собственной жертвой. Однако цепочка должна была где-то окончиться, и это самое «где-то» оказалось открытым первенством Британии 1921 года. Показав поначалу среднюю, в общем-то, игру, он потратил пятьдесят восемь ударов на первые одиннадцать лунок, а потом забрал свой мяч. В боксе в подобных случаях выбрасывают на ринг полотенце; в гольфе это попросту непростительно. Особенно на открытом первенстве Британии, с его почтением к традициям гольфа, бытующим среди джентльменов. Джонсу надлежало усвоить этот урок и в свои девятнадцать лет стать мужчиной.
Но ему предстояло стать и чемпионом. И это наконец случилось в 1923-м на открытом первенстве США в «Инвуд Кантри Клуб», что на Лонг-Айленде, но лишь после того как катастрофическая двойная ошибка на семьдесят второй лунке заставила его участвовать в переигровке с крошечным шотландцем, Бобби Крукшенком. К восемнадцатой лунке на переигровке счет был равным. Наступила очередь Крукшенка, и он послал невысокий мяч, вкатившийся на неровное поле. Джонс ответил далеким ударом и попал на мягкое поле на краю неровного поля. И перед ним встал выбор: или остановиться перед водной преградой, или рискнуть и перебросить мяч через неё на край неровного поля. С дымящей в зубах сигаретой он решил рискнуть и забросил мяч на зелёное, послав его на 190 ярдов — в пределах 5 футов от колышка.
Так Бобби Джонс выиграл свой первый чемпионат. И, начиная с той поры, победы посыпались на него одна за другой. Джонс сражался только с полем.
Следующие восемь лет — «тучных лет», если вам угодно, Джонс установил эталон, так и оставшийся непревзойденным. Каждый год он побеждал хотя бы в одном из крупных американских турниров: на его счету четыре победы в открытом первенстве и пять в любительском. Столь высококачественный гольф в течение такого продолжительного отрезка времени не удавалось демонстрировать более никому.
В начале 1930 года Бобби Крукшенк сказал о Джонсе: «Он просто слишком хорош. Он поедет в Британию и выиграет там любительское и открытое первенство, а потом вернется сюда и победит в открытом и любительском чемпионатах. Он играет слишком хорошо, чтобы его можно было остановить». А потом Крукшенк подкрепил своё предсказание, заключив пари на 500 долларов, поставив 50 к 1 на Джонса в том, что тот выиграет так называемый «Большой шлем», который один из спортивных обозревателей назвал «Неприступным Четырёхугольником Гольфа».
В 1930 году Британский любительский чемпионат был разыгран на историческом поле Королевского и Старинного клуба в Сент-Эндрюсе, и после восьми раундов упорной борьбы Джонс выиграл свой первый британский любительский титул. И вместе с тем первую часть «Большого шлема». Потом начались соревнования в Хойлейке, второй этап — Открытый чемпионат Британии. Особо не напрягаясь, он финишировал в двух фарлонгах от всех остальных. До цели оставалась половина пути, и пари Бобби Крукшенка начинало казаться вполне реальным.
Вернувшегося победителя приветствовали дома как истинного героя. В Нью-Йорк-Сити устроили один из патентованных парадов. Когда один из друзей Джонса поинтересовался у раздосадованного суетой полисмена о причине такого шума, тот ответил: «Это из-за какого-то поганого гольфера».
В итогах Открытого первенства США в Интерлахене возле Миннеаполиса никто не сомневался. Предоставив дело своей клюшке, носившей имя «Бедовая Джейн» <В честь носившей такое прозвище Марты Джейн Канэри, героини пионерских времен, знаменитой, в частности, умением метко стрелять.>, он положил 40-футовый мяч в семьдесят вторую лунку, чего вполне хватило для завоевания чемпионского титула. Итак, из четырёх титулов были завоеваны уже три, оставался всего один, и букмекер Бобби Крукшенка уже слышал шаги фортуны.
Поход за четвёртым из титулов «Большого шлема» был легкой прогулкой, так как Джонс поставил рекорд в квалификационном раунде, а потом триумфально пронесся по полю; Джин Хоманс, его последняя жертва, проиграл 8 и 7. «Большой шлем» был завоеван в первый и в последний раз.
В возрасте двадцати восьми лет, не имея более непокоренных вершин, обеспечив себе место в истории, Бобби Джонс оставил игру. Бобби Джонс поднялся на самую вершину игры, оставив на память свой рекорд, который никогда не изгладится из памяти болельщиков.